# Valery Leontiev

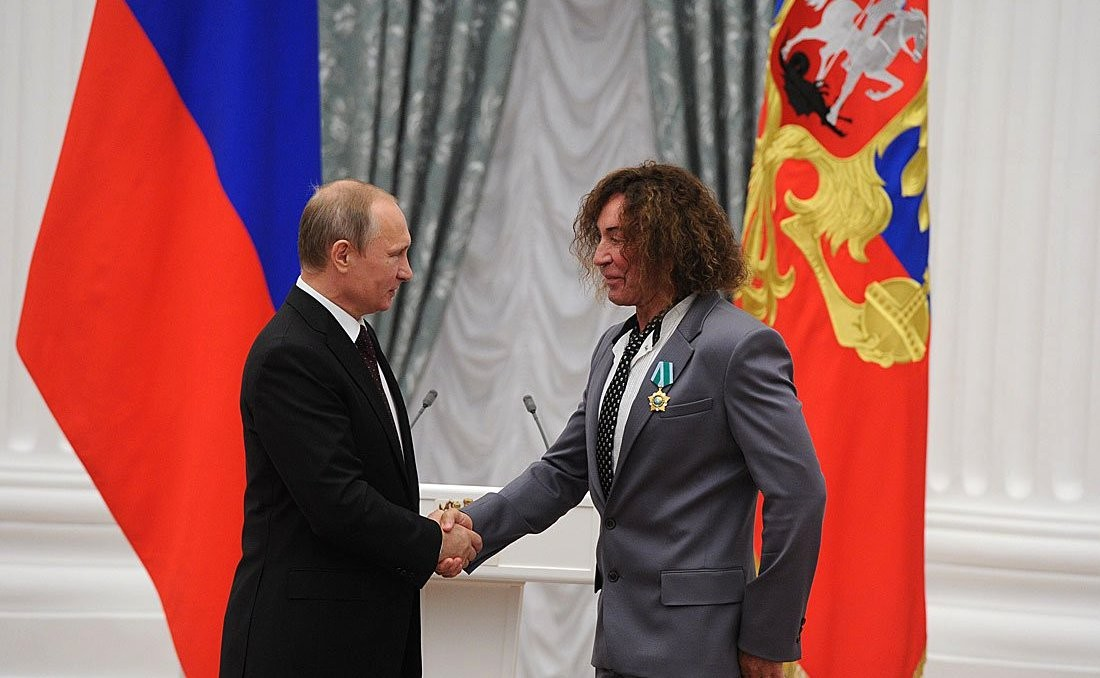
Apresentação do presidente russo, Vladimir Putin a Ordem da Amizade. 31 de julho de 2014

Valery Yakovlevich Leontiev (em russo:  Валерий Яковлевич Леонтьев; Ust-USA, República de Komi, RSFSR, União Soviética, 19 de março de 1949) é um cantor pop soviético e russo cuja popularidade atingiu o auge na década de 1980. Ele foi chamado um Artista Popular da Rússia em 1996. Ele é conhecido como um dos artistas mais proeminentes da música russa. Antes de se tornar um conhecido cantor, enfrentou uma infância difícil e luta com seus pais. Seu sonho inicial era seguir a carreira de oceanografia, infelizmente, seu talento não permitiu e ele não conseguiu passar nos exames de entrada e chegar a uma aceitação da faculdade. No entanto, ele não deixou que isso o impedisse e finalmente foi capaz de ir para Syktyvkar e seguir uma carreira musical. Antes que ele percebesse, tornou-se membro da Orquestra Filarmónica de republicano chamado Echo. Começou a atuar em marcos históricos, como a sala de concertos October em São Petersburgo. Então ele se juntou a Filarmônica de Gorky e sua carreira começou a decolar. Quando o público começou a reconhecer seu estilo e canto, estes tornaram-se imersos em sua música e ele estava no caminho do estrelato russo final. De aqui em diante, começou a viajar por todo o país, então a Europa, e depois o mundo. Em 1987, graduou-se no Instituto de Cultura e também recebeu o título de Artista Homenageado da Ucrânia. Ele se tornou uma figura bem reconhecida sendo indicado e ganhando inúmeros prêmios da música mundial. Ele não é só conhecido por sua simpatia e talento, mas também por seus recursos de iluminação espectaculares em suas performances curtas que fazem o show marcante.